# 井深花
井深 花（いぶか はな、1865年3月1日（元治2年2月4日） - 1945年（昭和20年）9月13日）は、明治時代の教育者。井深梶之助の後妻である。
1865年に備前国児島郡天城村（現・岡山県倉敷市）に天城藩士・大島協悠の5女として生まれた。兄の大島一雄も教育者。1884年に神戸英学校（神戸女学院）に入学する。1886年に神戸教会で松山高吉から洗礼を受ける。
1889年に卒業し、鳥取女学校の英語教師になる。結婚に失敗し、1891年米国マウント・ホリヨーク大学に留学する。帰国後、1895年に神戸女学院理化学教授になる。1899年12月に教授を辞職して、1896年明治学院総理であった井深梶之助と結婚する。
1900年より女子学院で数学、物理、化学を教えた。東洋英和女学校（東洋英和女学院）でも教えた。1930年女子学院教授を引退する。日本基督教婦人矯風会常設委員、副会頭、神戸女学院理事、東京女子大学理事、YMCA同盟委員長など要職を歴任する。1934年に夫梶之助が脳溢血で倒れ、1945年終戦後、神奈川県逗子で死去する。